# Svan (frälseätt)
Svan är en frälsesläkt som är känd från senare hälften av 1300-talet och som troligen dog ut i slutet på 1400-talet. Svan är i detta fall ett släktnamn, vilket var ovanligt i Sverige under medeltiden. Detta har gett upphov till spekulationer om att släkten skulle ha kommit från Tyskland där släktnamnet kan beläggas.
Vapen: (flera uppgifter) 1. Belagd balk 2. En sparre över en svan 3. I blått en svan sittande på en sparre, allt av guld.

## Generation 1
De två tidigaste, i Sverige, kända personer med släktnamnet Svan är bröderna Marten Svan och Arvid Svan.
Marten Svan fick 1355 Byslätt i Istorps socken, Marks härad i Västergötland i utbyte mot annan jord i samma trakt. Han hade sonen Thörgils. Arvid Svan nämns såsom levande 1365–1374. Han gifte sig senast 1374 med Johanna Jonsdotter som ägde jord i Västra härad i Småland. De hade barnen Nisse, Eskil och en till namnet okänd dotter.

## Generation 2
Thörgils Martensson (son till Marten Svan) nämns tidigast 1403. Han ägs jord i Kinds, Kållands, Vartofta och Vilske hd i Västergötland och i Västbo hd i Småland. Han dog tidigast 1426. Han gav sin fädernegård Byslätt som morgongåva till sin hustru Helena Karlsdotter. De hade barnen Gunilla och Marten Svan. Nisse Arvidsson (son till Arvid Svan) utfärdade skuldebrev till brodern Eskil 1403. Han blev senast 1414 ihjälslagen av Eringisl Albrektsson (båt) som enligt förlikningen med systerson skulle för liket till Vårfruklostret i Skänninge.